# Leichtathletik-Südamerikameisterschaften 1958
Die XX. Leichtathletik-Südamerikameisterschaften fanden vom 19. bis zum 27. April 1958 in Montevideo statt. Erfolgreichster Teilnehmer war der brasilianische Sprinter José Telles da Conceição mit vier Titeln. Bei den Frauen gewann Wanda dos Santos zwei Goldmedaillen und eine Silbermedaille, ihr Sieg im 60-Meter-Hürdenlauf war der fünfte Sieg in Folge.

## Männerwettbewerbe
Die Mannschaftswertung gewann bei den Männern die Mannschaft Brasiliens mit 242 Punkten vor den Argentiniern mit 178 Punkten und den Chilenen mit 146 Punkten. Uruguay erreichte 38 Punkte vor den Peruanern mit 28 Punkten. Kolumbien mit 9 Punkten lag vor Ecuador mit 4 Punkten und Paraguay mit 3 Punkten.

### 100-Meter-Lauf Männer
| Platz | Athlet                   | Land | Zeit   |
| ----- | ------------------------ | ---- | ------ |
| 1     | José Telles da Conceição | BRA  | 10,5 s |
| 2     | Luis Vienna              | ARG  | 10,6 s |
| 3     | João Pires Sobrinho      | BRA  | 10,8 s |

Finale: 20. April

### 200-Meter-Lauf Männer
| Platz | Athlet                   | Land | Zeit   |
| ----- | ------------------------ | ---- | ------ |
| 1     | José Telles da Conceição | BRA  | 21,6 s |
| 2     | Jorge de Barros          | BRA  | 22,3 s |
| 3     | Guillermo Sebastiani     | PER  | 22,4 s |

Finale: 24. April

### 400-Meter-Lauf Männer
| Platz | Athlet             | Land | Zeit   |
| ----- | ------------------ | ---- | ------ |
| 1     | Argemiro Roque     | BRA  | 48,6 s |
| 2     | Ulisses dos Santos | BRA  | 49,1 s |
| 3     | Geraldo Costa      | BRA  | 49,5 s |

Finale: 20. April

### 800-Meter-Lauf Männer
| Platz | Athlet           | Land | Zeit       |
| ----- | ---------------- | ---- | ---------- |
| 1     | Ramón Sandoval   | CHI  | 1:49,5 min |
| 2     | Eduardo Balducci | ARG  | 1:51,3 min |
| 3     | Argemiro Roque   | BRA  | 1:52,6 min |

Finale: 24. April

### 1500-Meter-Lauf Männer
| Platz | Athlet           | Land | Zeit       |
| ----- | ---------------- | ---- | ---------- |
| 1     | Ramón Sandoval   | CHI  | 3:47,5 min |
| 2     | Gilberto Miori   | ARG  | 3:51,3 min |
| 3     | Eduardo Balducci | ARG  | 3:51,3 min |

Finale: 20. April

### 5000-Meter-Lauf Männer
| Platz | Athlet                 | Land | Zeit        |
| ----- | ---------------------- | ---- | ----------- |
| 1     | Osvaldo Suárez         | ARG  | 14:26,1 min |
| 2     | Walter Lemos           | ARG  | 14:40,6 min |
| 3     | Luis Sandoval (Läufer) | ARG  | 14:49,2 min |

Finale: 19. April

### 10.000-Meter-Lauf Männer
| Platz | Athlet         | Land | Zeit        |
| ----- | -------------- | ---- | ----------- |
| 1     | Osvaldo Suárez | ARG  | 30:37,2 min |
| 2     | Walter Lemos   | ARG  | 30:37,4 min |
| 3     | Armando Pino   | ARG  | 31:23,0 min |

Finale: 24. April

### Halbmarathon Männer
| Platz | Athlet         | Land | Zeit        |
| ----- | -------------- | ---- | ----------- |
| 1     | Osvaldo Suárez | ARG  | 1:12:37,8 h |
| 2     | Armando Pino   | ARG  | 1:13:28,4 h |
| 3     | Juan Silva     | CHI  | 1:13:44,8 h |

Finale: 27. April

### 110-Meter-Hürdenlauf Männer
| Platz | Athlet               | Land | Zeit   |
| ----- | -------------------- | ---- | ------ |
| 1     | Wilson Carneiro      | BRA  | 14,9 s |
| 2     | Francisco Bergonzoni | BRA  | 15,1 s |
| 3     | Ijoel da Silva       | BRA  | 15,1 s |

Finale: 22. April

### 400-Meter-Hürdenlauf Männer
| Platz | Athlet             | Land | Zeit   |
| ----- | ------------------ | ---- | ------ |
| 1     | Ulisses dos Santos | BRA  | 52,5 s |
| 2     | Jaime Aparicio     | COL  | 52,6 s |
| 3     | Erwino Stobaus     | BRA  | 54,2 s |

Finale: 26. April

### 3000-Meter-Hindernislauf Männer
| Platz | Athlet           | Land | Zeit       |
| ----- | ---------------- | ---- | ---------- |
| 1     | Sebastião Mendes | BRA  | 9:20,0 min |
| 2     | Santiago Novas   | CHI  | 9:20,4 min |
| 3     | Alberto Ríos     | ARG  | 9:29,8 min |

Finale: 26. April

### 4-mal-100-Meter-Staffel Männer
| Platz | Athleten                                                                             | Land | Zeit   |
| ----- | ------------------------------------------------------------------------------------ | ---- | ------ |
| 1     | Alfonso Coelho da Silva Jorge de Barros João Pires Sobrinho José Telles da Conceição | BRA  | 41,3 s |
| 2     | Pedro Marcel Salom Giorgio Luis Vienna                                               | ARG  | 41,8 s |
| 3     | Bezanilla Teodoro Blaschke Hugo de la Fuente Gert Wagner                             | CHI  | 42,2 s |

Finale: 26. April

### 4-mal-400-Meter-Staffel Männer
| Platz | Athleten                                                            | Land | Zeit       |
| ----- | ------------------------------------------------------------------- | ---- | ---------- |
| 1     | Ulisses dos Santos Mario do Nascimento Geraldo Costa Argemiro Roque | BRA  | 3:14,6 min |
| 2     | Ramón Sánchez José Laca Guillermo Sebastiani Eulogio Gomes          | PER  | 3:16,1 min |
| 3     | Roberto Battistello Victor Lozano Eduardo Balducci Paganesi         | ARG  | 3:16,8 min |

Finale: 27. April

### Hochsprung Männer
| Platz | Athlet                   | Land | Höhe   |
| ----- | ------------------------ | ---- | ------ |
| 1     | José Telles da Conceição | BRA  | 1,90 m |
| 2     | Alfredo Lopes            | BRA  | 1,90 m |
| 3     | Oscar Bartoli            | ARG  | 1,80 m |
|       | Horacio Martinez         | ARG  | 1,80 m |
|       | Reinaldo do Oliveira     | BRA  | 1,80 m |
|       | Ernesto Lagos            | CHI  | 1,80 m |
|       | Juan Ruiz                | CHI  | 1,80 m |

Finale: 19. April

### Stabhochsprung Männer
| Platz | Athlet          | Land | Höhe   |
| ----- | --------------- | ---- | ------ |
| 1     | José Infante    | CHI  | 4,00 m |
| 2     | Fausto de Souza | BRA  | 3,90 m |
| 3     | Carlos Kreuz    | ARG  | 3,80 m |

Finale: 22. April

### Weitsprung Männer
| Platz | Athlet         | Land | Weite  |
| ----- | -------------- | ---- | ------ |
| 1     | Fermín Donazar | URU  | 7,24 m |
| 2     | Ary de Sá      | BRA  | 7,18 m |
| 3     | Eduardo Krumm  | CHI  | 7,11 m |

Finale: 20. April

### Dreisprung Männer
| Platz | Athlet                    | Land | Weite   |
| ----- | ------------------------- | ---- | ------- |
| 1     | Adhemar Ferreira da Silva | BRA  | 15,70 m |
| 2     | Reinaldo de Oliveira      | BRA  | 14,78 m |
| 3     | Itiro Nakaie              | BRA  | 14,60 m |

Finale: 24. April

### Kugelstoßen Männer
| Platz | Athlet          | Land | Weite   |
| ----- | --------------- | ---- | ------- |
| 1     | Enrique Helf    | ARG  | 15,41 m |
| 2     | Isolino Taborda | BRA  | 15,00 m |
| 3     | Ruben Scaraffia | ARG  | 14,67 m |

Finale: 20. April

### Diskuswurf Männer
| Platz | Athlet        | Land | Weite   |
| ----- | ------------- | ---- | ------- |
| 1     | Hernán Haddad | CHI  | 49,10 m |
| 2     | Gunther Kruse | ARG  | 47,43 m |
| 3     | Pedro Ucke    | ARG  | 46,49 m |

Finale: 26. April

### Hammerwurf Männer
| Platz | Athlet           | Land | Weite   |
| ----- | ---------------- | ---- | ------- |
| 1     | Alejandro Díaz   | CHI  | 54,45 m |
| 2     | Walter Kupper    | BRA  | 51,77 m |
| 3     | Walter Rodrigues | BRA  | 51,69 m |

Finale: 22. April

### Speerwurf Männer
| Platz | Athlet             | Land | Weite   |
| ----- | ------------------ | ---- | ------- |
| 1     | Ricardo Héber      | ARG  | 65,78 m |
| 2     | Walter de Almeida  | BRA  | 65,14 m |
| 3     | Janis Stendzenieks | CHI  | 60,14 m |

Finale: 19. April

### Zehnkampf Männer
| Platz | Athlet               | Land | Punkte |
| ----- | -------------------- | ---- | ------ |
| 1     | Leonardo Kittsteiner | CHI  | 5645   |
| 2     | Yelton Begnasco      | URU  | 5634   |
| 3     | Mario Cachile        | ARG  | 5547   |

26. und 27. April

## Frauenwettbewerbe
Die Mannschaftswertung bei den Frauen gewannen die Brasilianerinnen mit 95,5 Punkten vor den Chileninnen mit 74 Punkten und der Mannschaft Argentiniens mit 52,5 Punkten. Mit 20 Punkten lag Peru vor Uruguay mit 12 Punkten und Paraguay mit 4 Punkten.

### 100-Meter-Lauf Frauen
| Platz | Athletin      | Land | Zeit   |
| ----- | ------------- | ---- | ------ |
| 1     | Martha Huby   | PER  | 12,4 s |
| 2     | Marlene Porto | BRA  | 12,5 s |
| 3     | Nancy Correa  | CHI  | 12,5 s |

Finale: 20. April

### 200-Meter-Lauf Frauen
| Platz | Athletin       | Land | Zeit   |
| ----- | -------------- | ---- | ------ |
| 1     | Martha Huby    | PER  | 25,5 s |
| 2     | Erica da Silva | BRA  | 25,6 s |
| 3     | Teresa Venegas | CHI  | 25,8 s |

Finale: 24. April

### 80-Meter-Hürdenlauf Frauen
| Platz | Athletin           | Land | Zeit   |
| ----- | ------------------ | ---- | ------ |
| 1     | Wanda dos Santos   | BRA  | 11,5 s |
| 2     | Maria José de Lima | BRA  | 12,1 s |
| 3     | Lucia Fantino      | ARG  | 12,2 s |

Finale: 27. April

### 4-mal-100-Meter-Staffel Frauen
| Platz | Athletinnen                                                       | Land | Zeit   |
| ----- | ----------------------------------------------------------------- | ---- | ------ |
| 1     | Wanda dos Santos Erica da Silva Melania Luz Marlene Porto         | BRA  | 48,7 s |
| 2     | Katte Harzenetter Nancy Correa Teresa Venegas Martha Gatica       | CHI  | 50,2 s |
| 3     | Dolores Bonnacassi Myriam Cabanillas Lucia Fantino Marta González | ARG  | 50,6 s |

Finale: 27. April

### Hochsprung Frauen
| Platz | Athletin          | Land | Höhe   |
| ----- | ----------------- | ---- | ------ |
| 1     | Renate Friedrichs | CHI  | 1,55 m |
| 2     | Deyse de Castro   | BRA  | 1,50 m |
| 3     | Cleide Eloy       | BRA  | 1,50 m |

Finale: 26. April

### Weitsprung Frauen
| Platz | Athletin         | Land | Weite  |
| ----- | ---------------- | ---- | ------ |
| 1     | Iris dos Santos  | BRA  | 5,54 m |
| 2     | Wanda dos Santos | BRA  | 5,48 m |
| 3     | Marta González   | ARG  | 5,32 m |

Finale: 20. April

### Kugelstoßen Frauen
| Platz | Athletin          | Land | Weite   |
| ----- | ----------------- | ---- | ------- |
| 1     | Isabel Avellán    | ARG  | 12,69 m |
| 2     | Eliana Bahamondes | CHI  | 12,16 m |
| 3     | Vera Trezoitko    | BRA  | 12,06 m |

Finale: 24. April

### Diskuswurf Frauen
| Platz | Athletin         | Land | Weite   |
| ----- | ---------------- | ---- | ------- |
| 1     | Isabel Avellán   | ARG  | 44,57 m |
| 2     | Pradelia Delgado | CHI  | 39,68 m |
| 3     | Ingeborg Mello   | ARG  | 39,05 m |

Finale: 19. April

### Speerwurf Frauen
| Platz | Athletin         | Land | Weite   |
| ----- | ---------------- | ---- | ------- |
| 1     | Marlene Ahrens   | CHI  | 43,85 m |
| 2     | Adriana Silva    | CHI  | 39,75 m |
| 3     | Magdalena García | ARG  | 39,10 m |

Finale: 27. April

## Medaillenspiegel
| Medaillenspiegel Endstand nach 31 Entscheidungen | Medaillenspiegel Endstand nach 31 Entscheidungen | Medaillenspiegel Endstand nach 31 Entscheidungen | Medaillenspiegel Endstand nach 31 Entscheidungen | Medaillenspiegel Endstand nach 31 Entscheidungen | Medaillenspiegel Endstand nach 31 Entscheidungen |
| Platz                                            | Land                                             | Gold                                             | Silber                                           | Bronze                                           | Gesamt                                           |
| ------------------------------------------------ | ------------------------------------------------ | ------------------------------------------------ | ------------------------------------------------ | ------------------------------------------------ | ------------------------------------------------ |
| 1                                                | Brasilien                                        | 13                                               | 15                                               | 10                                               | 38                                               |
| 2                                                | Chile                                            | 8                                                | 5                                                | 8                                                | 21                                               |
| 3                                                | Argentinien                                      | 7                                                | 8                                                | 16                                               | 31                                               |
| 4                                                | Peru                                             | 2                                                | 1                                                | 1                                                | 4                                                |
| 5                                                | Uruguay                                          | 1                                                | 1                                                | –                                                | 2                                                |
| 6                                                | Kolumbien                                        | –                                                | 1                                                | –                                                | 1                                                |